# Schengener Abkommen

Die Staaten des Schengener Abkommens:
Schengenmitglieder (EU)
Schengenmitglieder (EFTA)
Schengener Abkommen noch nicht implementiert (CY)
Kooperierende Staaten (IRL)
Mikrostaaten außerhalb des Schengenraums mit offenen Grenzen

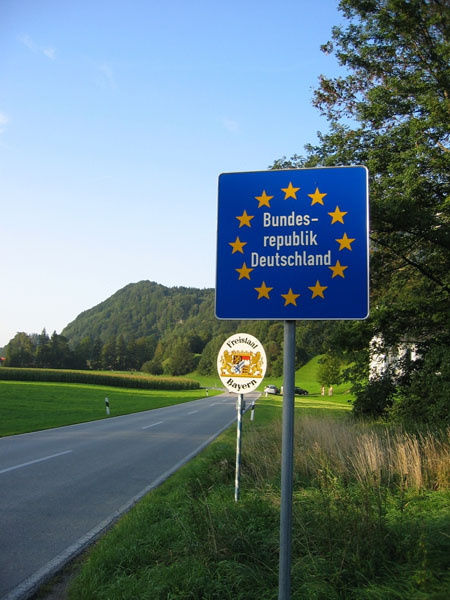
Eine „Schengen-Grenze“ zwischen zwei EU-Staaten, hier beim Übergang von Erl in Tirol (Österreich) nach Nußdorf am Inn in Bayern (Deutschland) 2006: Es gab keine Grenzkontrollen an der Staatsgrenze, nur ein blaues Schild mit einem Sternenkranz um den Namen des EU-Staates.

Die Schengener Abkommen sind internationale Übereinkommen, insbesondere zur Abschaffung der stationären Grenzkontrollen an den Binnengrenzen der teilnehmenden Staaten. Dies sind im Kern die Mitglieder der Europäischen Union, jedoch ohne Irland und Zypern. Durch Zusatzabkommen mit der Europäischen Union wurde der Anwendungsbereich auf Island, Liechtenstein, Norwegen und die Schweiz ausgedehnt. Der Gültigkeitsbereich des Abkommens wird gemeinhin als Schengen-Raum bezeichnet.
Das erste dieser Abkommen vom 14. Juni 1985 sollte vor allem die Schaffung eines europäischen Binnenmarktes vorantreiben und wurde nach dem Unterzeichnungsort benannt, der Gemeinde Schengen im Großherzogtum Luxemburg. Die mehrfach modifizierten Regelungen (Schengen I bis III) konstituieren den Schengen-Besitzstand, einen wesentlichen Pfeiler des „Raumes der Freiheit, der Sicherheit und des Rechts“ der Europäischen Union. Bedeutung und Verdienste des Schengener Abkommens werden im Europäischen Museum Schengen dokumentiert.
Das Passieren der Binnengrenzen ohne Passkontrolle als Prinzip der Schengener Abkommen wurde seit der Flüchtlingskrise in Europa 2015/2016 von mehreren europäischen Ländern außer Kraft gesetzt, nachdem einzelne Mitgliedstaaten die Sicherung der Außengrenzen der Europäischen Union gefährdet sahen.
Von März bis Juni 2020 waren wegen der COVID-19-Pandemie zahlreiche Grenzen zwischen Mitgliedstaaten geschlossen. Im Februar 2021 kam es wegen der Pandemie erneut zu Grenzschließungen (weitere Entwicklung bis April 2023 siehe Coronavirus-Einreiseverordnung).

## Inhalt des Abkommens

### Personenkontrollen
Während innerhalb des Schengen-Gebietes die Personenkontrollen bis auf Stichproben hinter den Landesgrenzen weggefallen sind, werden Personen an den Außengrenzen zu Drittstaaten nach einem einheitlichen Standard kontrolliert. Dazu wurden das Schengener Informationssystem (SIS; ein elektronischer Fahndungsverbund) geschaffen und einheitliche Einreisevoraussetzungen für Drittausländer festgelegt. Daher ist an jedem Punkt der Schengen-Außengrenze die Einreise zu verweigern, wenn kein Schengen-Visum vorhanden ist, die Voraussetzungen für ein Ausnahmevisum nicht vorliegen und/oder aus anderen Gründen eine Gefahr für die öffentliche Sicherheit eines Schengen-Staates festgestellt wird.
An den Flughäfen gibt es getrennte, unter anderem baulich getrennte Abfertigungseinrichtungen für Flüge aus den Schengen-Mitgliedstaaten und aus Drittstaaten. Ist ein sogenanntes einheitliches Schengen-Visum (meistens Kategorie C und erkennbar im Visumsettikett an der Gültigkeit für die Länder: „Schengen-Staaten“) von einem Mitgliedstaat erteilt worden, besteht Reisefreiheit für einen Kurzaufenthalt in allen Schengenstaaten. Auch die Inhaber eines Aufenthaltstitels eines Schengenstaates oder eines so genannten langfristigen Visums (D-Visum) eines Schengen-Staates genießen Reisefreiheit in den anderen Mitgliedstaaten.

Visakategorien
Schengenmitglieder
EU-Mitglieder außerhalb des Schengenraums sowie abhängige Gebiete von EU-Mitgliedern mit identischen Visaregeln
Visa-freier Zugang zum Schengenraum für 90 Tage in einem Zeitraum von 180 Tagen
Visa nötig
Visa nötig auch für Transit über Schengenstaaten

Der Wegfall der Personenkontrollen bei der Einreise in einen Schengen-Staat aus einem anderen Schengen-Staat wurde durch einige Länder durch eine Ausweitung polizeilicher Kontrollbefugnisse im Inland ausgeglichen. Vor allem wurde jedoch die grenzüberschreitende polizeiliche Zusammenarbeit intensiviert, um der erhöhten Mobilität der Straftäter begegnen zu können. Dazu gehören ein erleichterter Informationsaustausch, gemeinsame Streifen im Binnengrenzraum, die Möglichkeiten der grenzüberschreitenden Observation oder Verfolgung von Straftätern (Nacheile).
Das Schengen-System beinhaltet ferner unter anderem Aufenthaltsverbote für den gesamten Schengen-Raum. Diese Ausschreibungen zur Einreiseverweigerung im SIS beruhen auf einer nationalen Entscheidung wie beispielsweise der deutschen Wiedereinreisesperre nach Ausweisung oder Abschiebung. Dem liegt der Gedanke zugrunde, dass Straftäter, die aus einem Schengen-Staat wegen einer dauerhaften Gefahr für die öffentliche Sicherheit fernzuhalten sind, grundsätzlich auch in den anderen Ländern unerwünschte Personen sind.

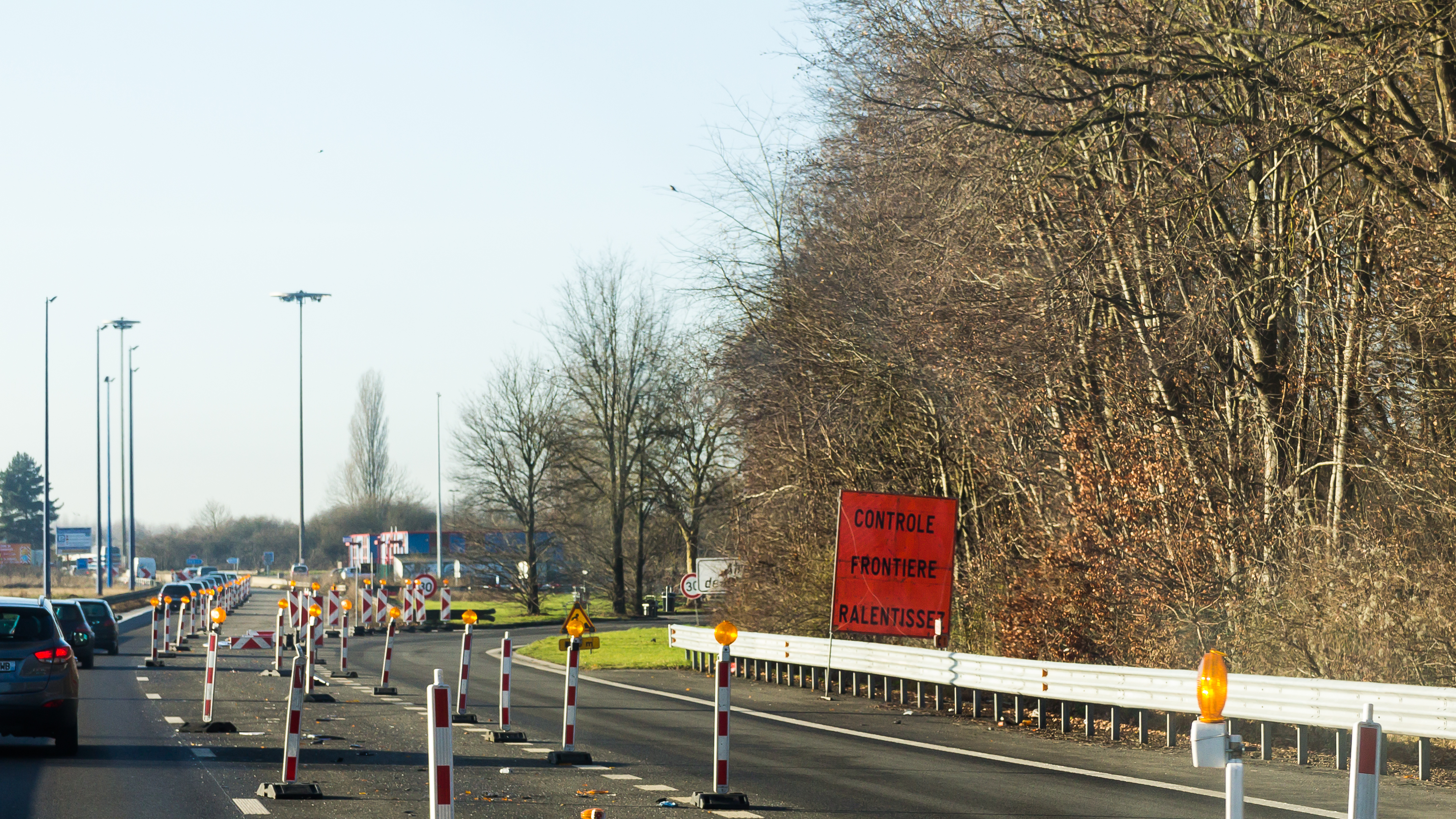
Belgisch-französische Grenze auf der Autobahn A7 2016. Im Zusammenhang mit dem Ausnahmezustand in Frankreich nach den Terroranschlägen 2015 führte die französische Polizei Grenzkontrollen wieder ein.

Bei schwerwiegenden Bedrohungen der öffentlichen Ordnung oder inneren Sicherheit aus Sicht eines Mitgliedslandes können die Kontrollen an den Binnengrenzen vorübergehend für die Dauer von dreißig Tagen (Wiederholung möglich) bzw. für die Dauer der schwerwiegenden Bedrohung wieder eingeführt werden (Art. 23 Sch. Grenzkodex). Dies geschah zum Beispiel bei Fußball-Europa- und Weltmeisterschaften sowie im Vorfeld der G8-Gipfel in Genua 2001 und Heiligendamm 2007. Auch während des G7-Gipfels auf Schloss Elmau (Bayern) wurden vom 26. Mai bis 15. Juni 2015 Kontrollen an bundesdeutschen Grenzen durchgeführt, vor allem bei der Einreise aus Österreich und Tschechien. In diesem Zeitraum wurden insgesamt 362.275 Reisende überprüft. Es wurden unter anderem 10.555 Verstöße gegen das Aufenthaltsgesetz, 237 Verstöße gegen das Betäubungsmittelgesetz und 151 Urkundendelikte festgestellt. Außerdem gab es 1.056 Personen-Fahndungstreffer – davon 135 Personen mit offenen Haftbefehlen. Der bayerische Innenminister Joachim Herrmann sprach in diesem Zusammenhang davon, die Ergebnisse der Grenzkontrollen genau zu analysieren und die Frage nach Grenzkontrollen danach neu bewerten zu wollen.

### Zollkontrollen
Nicht weggefallen sind im Schengen-Gebiet die Zollkontrollen. Wer aus einem Schengen-Staat in einen anderen Schengen-Staat einreist, der nicht Mitglied der Europäischen Zollunion ist, hat die mitgeführten Waren am Zoll zu deklarieren, wenn diese nicht innerhalb der Freigrenze des Einreisestaates liegen. An den Grenzübergängen werden Reisende durch das Zollpersonal oder einen Aushang auf die in diesen Staaten geltenden Freigrenzen hingewiesen.
Führen Reisende Waren mit sich, die nicht innerhalb der dort geltenden Freigrenzen liegen, und finden sie keinen Zollbeamten vor, haben sie die mitgeführten Waren je nach Schengen-Staat schriftlich zu deklarieren und das Schriftstück in einen hierfür vorgesehenen Briefkasten an der Grenze einzuwerfen (Prinzip der Selbstdeklaration (Schweizer Zollgebiet)). Dies gilt auch, wenn die Reisenden nur durch diese Länder durchreisen. Die Nichtbeachtung des Prinzips der Selbstdeklaration wird in diesen Ländern auch in Fällen der Durchreise als Zollvergehen bestraft.
Bei den Staaten, die zum Schengen-Raum, jedoch aber nicht zur Europäischen Zollunion gehören, handelt es sich um die vier EFTA-Mitgliedstaaten Schweiz, Liechtenstein, Norwegen und Island. Die letzten drei sind Mitgliedstaaten des Europäischen Wirtschaftsraums, so dass zwischen ihnen und der EU freier Warenverkehr gilt. Allerdings haben die EWR-Mitglieder gegenüber Drittländern jeweils eigene Außenzölle. Daher finden an den Grenzübergängen zwar Kontrollen statt, um zu verhindern, dass Waren jeweils in das Land mit den niedrigsten Außenzöllen importiert und von dort in andere EWR-Mitgliedstaaten mit höheren Außenzöllen weiterverschafft werden, formal sind dies aber primär nur Warenkontrollen. Dabei kann aber gleich eine Vorselektion zur Personenkontrolle vorgenommen werden.

## Teilnehmer am Abkommen

Der Schengen-Raum (in blau)

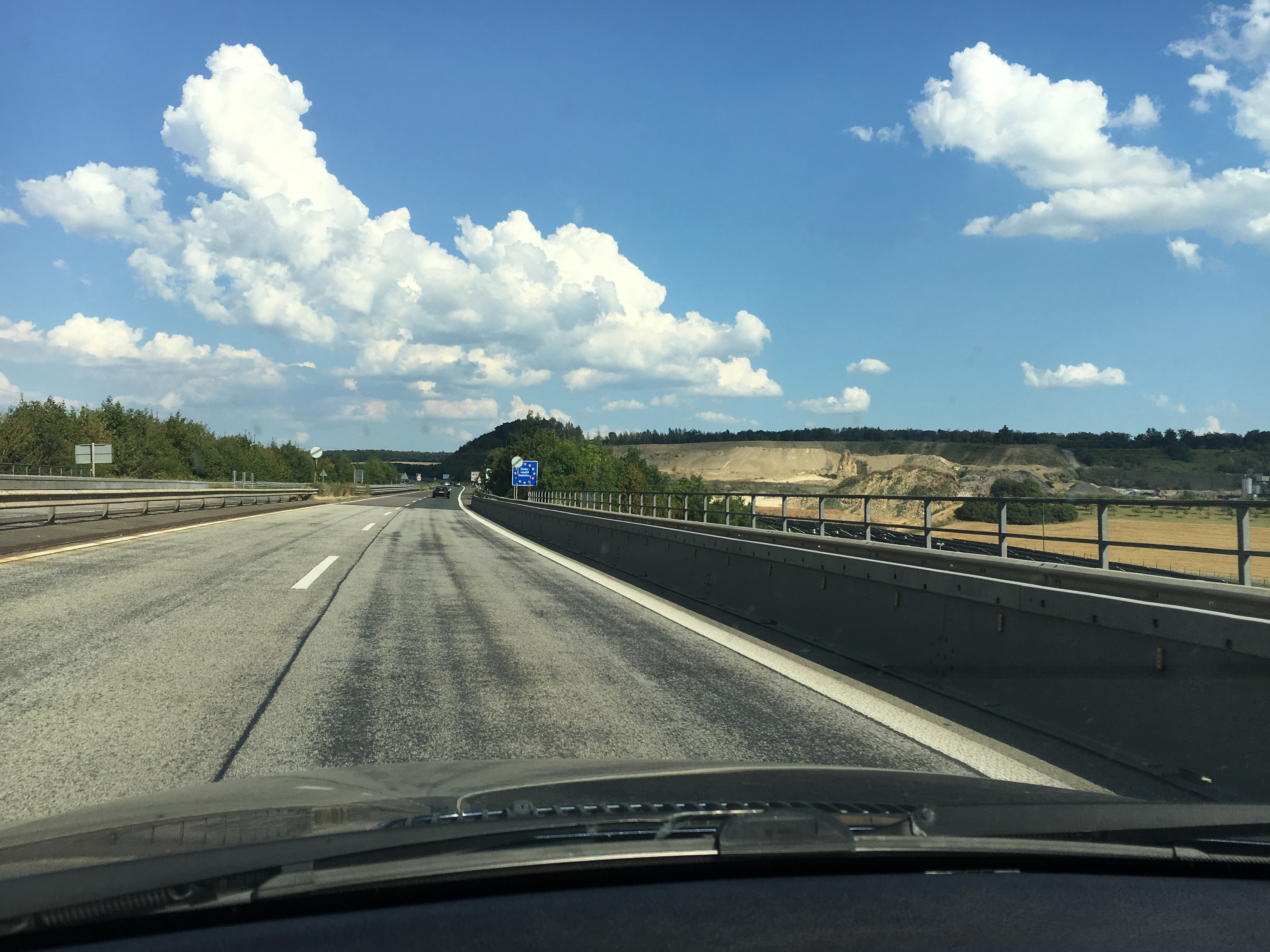
Deutsch-Luxemburgische Grenze 2017

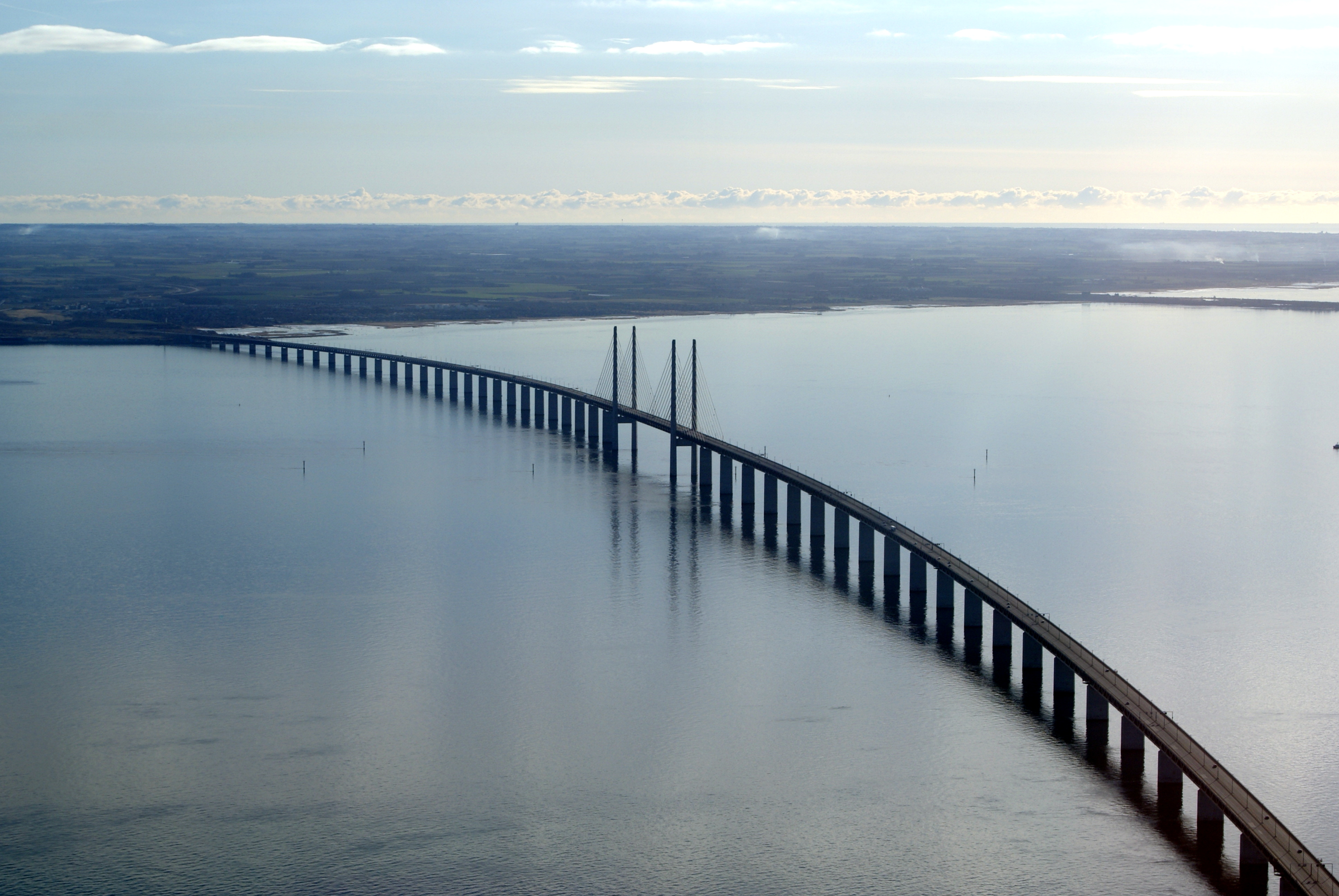
Die Öresundbrücke 2008; die Grenze zwischen Schweden und Dänemark verläuft 883 Meter westlich vom ersten Pylonenpaar.

### Einzelne Regelungen und Voraussetzungen zur Teilnahme
Die Frage, ob ein Staat ein Schengenstaat ist, ist nicht immer einfach zu beantworten. Das Schengenrecht ist durch verschiedene nationale Sonderregelungen inzwischen derart zersplittert, dass zuerst definiert werden muss, was einen Schengenstaat kennzeichnet. Da sich dieser Artikel ausschließlich mit den grenzbezogenen Regelungen befasst, jedoch nicht mit den wesentlich umfangreicheren ergänzenden und Ausgleichsmaßnahmen (Reiserechte für Drittausländer, einheitliche Visumerteilung und gegenseitige Anerkennung, justizielle Zusammenarbeit und Doppelbestrafungsverbot, Bekämpfung der Schleusungskriminalität, des illegalen Waffen- und Drogenhandels oder Verhinderung des Missbrauchs des Rechtes auf Asyl usw.), ist es angezeigt, den Schengenstaat auch danach zu bestimmen, inwieweit für diesen die Abschaffung der Binnengrenzkontrollen und der einheitliche Außengrenzkontrollstandard verbindlich sind. Das Ergebnis dieser Betrachtung umfasst jedoch ohnehin alle Staaten, für die das gesamte und nicht nur geringe Teile des Schengenrechts bindend sind.
Der Beitritt zum Schengener Abkommen erfolgte auf unterschiedliche Weise, anfangs durch Unterzeichnung und Ratifizierung der Schengener Abkommen. Seit dem Inkrafttreten des Vertrages von Amsterdam erfolgt die Aufnahme in die Schengener Zusammenarbeit automatisch mit dem Beitritt zur Europäischen Union. Somit ist das gesamte Schengenrecht in jedem Mitgliedstaat ab Beitrittsdatum bindendes Recht. Die Bestimmungen über den Wegfall der Binnengrenzkontrollen, die einheitliche Visumerteilung und Visumanerkennung sowie das SIS stehen aber unter einem gesonderten Anwendungsvorbehalt.
Beim Schengener Abkommen erfolgen nämlich das formale Inkrafttreten des multilateralen Vertrages (nach Ratifikation durch alle Unterzeichnerstaaten) und die vollständige Inkraftsetzung mit der faktischen Abschaffung der Grenzkontrollen nicht zeitgleich. Die Grenzkontrollen können in einem Land erst dann abgeschafft werden, wenn durch eine Evaluation der Ausgleichsmaßnahmen durch die bereits teilnehmenden Staaten festgestellt wird, dass der Außengrenzkontrollstandard erfüllt wird und das Schengener Informationssystem problemlos arbeitet.
Bei der Überführung des Schengenrechts in das EU-Recht hat Irland (sowie das ehemalige EU-Mitglied Großbritannien) Ausnahmeklauseln durchgesetzt, wonach das Schengenrecht bis auf geringe Ausnahmen auf den Staat so lange keine Anwendung findet, bis dieser einen gesonderten Anwendungsantrag stellt. So lange handelt es sich bei dem Staat nicht um einen Schengen-Staat. Auch Dänemark hat eine Ausnahmeklausel durchgesetzt. Danach gilt das Schengenrecht zwar in Dänemark, jedoch nicht als Teil des Gemeinschaftsrechtes, sondern nur auf völkerrechtlicher Basis. Für den Rechtsanwender macht diese Konstruktion jedoch keinen relevanten Unterschied.
Da die Staaten der Europäischen Freihandelszone (EFTA) faktisch zum gemeinsamen Binnenmarkt gehören, liegt auch deren Assoziation mit dem Schengenrecht im beiderseitigen Interesse. Gleichzeitig ist jedoch eine Assoziation zum europäischen Asylrecht (Dublin-Prozess) erforderlich. Somit sind 29 Länder dem Schengener Abkommen beigetreten: alle Mitgliedstaaten der EU (ausschließlich Irlands) sowie die assoziierten Staaten Norwegen, Island und die Schweiz.
Liechtenstein war in einer Sonderstellung, da der Beitritt Liechtensteins zum Schengener Abkommen erst rund drei Jahre nach dem Beitritt der Schweiz wirksam wurde. In der Zwischenzeit gab es zwar keine Grenzkontrollen an der Schengen-Außengrenze zwischen der Schweiz und Liechtenstein, jedoch wurde diese Grenze vorübergehend mit Kameras und Streifen der Schweizer Grenzwacht kontrolliert. Diese Grenze war zuvor vollständig unkontrolliert, da sie keine Grenze des Schweizer Zollgebiets darstellte (und auch heute nicht darstellt) und die Schweizer Grenzwacht für beide Seiten zuständig war und ist.
Rechtlich akkurat sollte auf den Begriff Schengenstaaten verzichtet werden: Es gibt Vollanwenderstaaten, die das gesamte Schengenrecht tatsächlich anwenden, Teilanwenderstaaten (zurzeit nur die Republik Zypern), für die das gesamte Recht bindend ist, die jedoch einen geringen Teil des Schengenrechts noch nicht anwenden, und Irland, das nur einen Randbereich des Schengenrechts anwendet.
Zusätzlich zu den Unterzeichnerstaaten gehören vier weitere Kleinstaaten (Andorra, San Marino, Monaco, Vatikanstadt) aufgrund besonderer Beziehungen zu einem oder mehreren Unterzeichnerstaaten faktisch zum einheitlichen Schengengebiet ohne Grenzkontrollen. Diese Staaten können jedoch weder einheitliche Visa ausstellen, noch haben sie zum Beispiel Zugriff auf das Schengener Informationssystem. Bei diesen Staaten handelt es sich nicht um Schengenstaaten, da diese an das Schengenrecht nicht gebunden sind, wenngleich sie Teile des Schengenrechts auch in das nationale Recht übernommen haben können.
Zum Schengengebiet gehört grundsätzlich nur das europäische Territorium der Mitgliedstaaten. Für bestimmte Gebiete in Nordafrika, im Atlantik und den Überseegebieten gibt es Sonderregelungen.

### Liste der Teilnehmer sowie weitere davon betroffene Gebiete
Die Tabelle dient der Übersicht über die Teilnehmer am Schengen-Raum sowie indirekt (infolge „Schengen-Grenzen“) davon betroffene Gebiete (auch wenn genannte Gebiete nicht direkt Schengen-Mitglieder sind).
| Staat | Beitritt zum Abkommen durch Ratifizierung bzw. durch Beitritt zur EU | Wegfall der Grenzkontrollen (zukünftige Ereignisse kursiv)       | Vorübergehende Wiedereinführung der Grenzkontrollen (noch laufende und bevorstehende Kontrollen in fetter Schrift) | Anmerkungen |
| --- | -------------------------------------------------------------------- | ---------------------------------------------------------------- | --- | --- |
| Deutschland | 19. Juni 1990                                                        | 26. März 1995                                                    | Während des G8-Gipfels in Köln 1999. Vor und während der Fußball-Weltmeisterschaft 2006. Während des G8-Gipfels in Heiligendamm 2007. Vor und während des NATO-Gipfels 2009. Vor und während des G7-Gipfels auf Schloss Elmau 2015. Seit dem 13. September 2015 bis auf weiteres an der österreichischen Grenze im Rahmen der Flüchtlingskrise in Europa 2015, später (Stand März 2024) aus gleichem Grund auch an den Grenzen zur Schweiz, zu Tschechien und Polen; ab 16. September 2024 auch an allen anderen Grenzen bis voraussichtlich September 2025. Von 12. Juni bis zum 11. Juli 2017 an allen Grenzen aufgrund des G20-Gipfels in Hamburg. Vom 14. Februar bis 14. April 2021 an der österreichischen und tschechischen Grenze aufgrund der Einstufung als Virusvarianten-Gebiete während der COVID-19-Pandemie (vgl. aber oben die weiter wegen der Flüchtlingskrise bestehenden Kontrollen an der österreichischen Grenze). Vom 13. Juni bis 3. Juli 2022 wegen des G7-Gipfel auf Schloss Elmau 2022. An allen Grenzen vor und während der Fußball-Europameisterschaft 2024 sowie danach bis zum 19. Juli 2024. An der Grenze zu Frankreich während der Olympischen Sommerspiele 2024. | Seit dem Beitritt der DDR zur Bundesrepublik am 3. Oktober 1990 (Wiedervereinigung) findet das Schengener Abkommen auch Anwendung auf das ehemalige Gebiet der DDR und Berlin. |
| Frankreich | 19. Juni 1990                                                        | 26. März 1995                                                    | Vom 20. März bis 5. April 2009 anlässlich des NATO-Gipfels. Vom 13. November 2015 an wegen der Terroranschläge in Paris bis 2021. Seit 1. Mai 2024 wegen der Olympischen Sommerspiele 2024; Kontrollen wurden bis auf weiteres verlängert. | Ohne Überseegebiete. |
| Belgien | 19. Juni 1990                                                        | 26. März 1995                                                    | Vom 10. bis 30. Januar 2000 anlässlich einer Amnestie für Personen ohne Aufenthaltserlaubnis. Vor und während der Fußball-Europameisterschaft 2000. | |
| Niederlande | 19. Juni 1990                                                        | 26. März 1995                                                    | Vor und während der Fußball-Europameisterschaft 2000. Vom 9. Dezember 2024 bis voraussichtlich 8. Juni 2025. | Ohne die besonderen Gemeinden Bonaire, Saba und Sint Eustatius sowie die autonomen Länder Aruba, Curaçao und Sint Maarten. |
| Luxemburg | 19. Juni 1990                                                        | 26. März 1995                                                    | | |
| Spanien | 25. Juni 1991                                                        | 26. März 1995                                                    | | Mit den Kanarischen Inseln und den Plazas de soberanía vor Afrika. Die Gebiete Ceuta und Melilla in Nordafrika haben einen Sonderstatus. |
| Portugal | 25. Juni 1991                                                        | 26. März 1995                                                    | Vor und während der Fußball-Europameisterschaft 2004. | Inklusive Madeira und Azoren. |
| Italien | 17. November 1990                                                    | 1. April 1998                                                    | Vor und während des G8-Gipfels in Genua 2001. | |
| Österreich | 28. April 1995                                                       | 1. April 1998                                                    | Vor und während der Fußball-Europameisterschaft 2008. Vor und während der Tagung des Weltwirtschaftsforums im Juni 2011. Seit 16. September 2015 im Rahmen der Flüchtlingskrise in Europa 2015. | |
| Griechenland | 6. November 1992                                                     | 26. März 2000                                                    | | Formales Inkrafttreten schon 1997, wegen Sicherheitsbedenken anderer EU-Länder vollständige Inkraftsetzung erst 2000. Keine Geltung für die autonome Mönchsrepublik Athos. |
| Dänemark | 19. Dezember 1996                                                    | 25. März 2001                                                    | Von Januar 2016 bis August 2023 an der Grenze zu Deutschland. Stichprobenweise Kontrollen lt. Meldung vom 4. Januar 2016 im Rahmen der Flüchtlingskrise und als Folge von Komplikationen durch zeitgleiche schwedische Grenzkontrollen an der dänisch-schwedischen Grenze. | Die teilautonomen Gebiete Grönland und Färöer sind dem Abkommen nicht beigetreten. Die bereits durch die Nordische Passunion abgeschafften Grenzkontrollen bleiben jedoch aufgehoben. |
| Schweden | 19. Dezember 1996                                                    | 25. März 2001                                                    | Seit 12. November 2015 im Rahmen der Flüchtlingskrise in Europa 2015 bei den Zug- und Autotrassen auf der Öresundbrücke sowie den Fährverbindungen in Südschweden. | |
| Finnland | 19. Dezember 1996                                                    | 25. März 2001                                                    | | |
| Norwegen | 19. Dezember 1996                                                    | 25. März 2001                                                    | | Kein EU-Mitglied, aber als Teil der Nordischen Passunion Mitglied des Schengener Abkommens. Das Abkommen gilt nicht für Spitzbergen, dort findet jedoch ohnehin keinerlei Grenzkontrolle statt. |
| Island | 19. Dezember 1996                                                    | 25. März 2001                                                    | | Kein EU-Mitglied, aber als Teil der Nordischen Passunion Mitglied des Schengener Abkommens. |
| Polen | 1. Mai 2004                                                          | 21. Dezember 2007                                                | Vor und während der Fußball-Europameisterschaft 2012. Vom 8. bis 23. November 2013 wegen der UN-Klimakonferenz in Warschau. Vom 7. Juli bis zum 2. August 2016 aus Anlass des NATO-Gipfels und des Besuchs des Papstes während des Weltjugendtages 2016. Ab 7. Juli 2025 Kontrollen zu Litauen und Deutschland zur Eindämmung illegaler Migration bzw. als Reaktion auf deutsche Kontrollen. | |
| Tschechien | 1. Mai 2004                                                          | 21. Dezember 2007                                                | | |
| Slowakei | 1. Mai 2004                                                          | 21. Dezember 2007                                                | | |
| Ungarn | 1. Mai 2004                                                          | 21. Dezember 2007                                                | | |
| Slowenien | 1. Mai 2004                                                          | 21. Dezember 2007                                                | | |
| Litauen | 1. Mai 2004                                                          | 21. Dezember 2007                                                | | |
| Lettland | 1. Mai 2004                                                          | 21. Dezember 2007                                                | | |
| Estland | 1. Mai 2004                                                          | 21. Dezember 2007                                                | | |
| Malta | 1. Mai 2004                                                          | 21. Dezember 2007                                                | | Malta bietet als einziges Land der Union seine Staatsbürgerschaft und damit freien Zugang zum Schengenraum zum Verkauf an. |
| Schweiz | 26. Oktober 2004                                                     | 12. Dezember 2008 auf Flughäfen am 29. März 2009                 | | Kein EU-Mitglied. Vollständige Inkraftsetzung des gesamten Schengenrechts. Da die Schweiz keine Zollunion mit der EU eingegangen ist, bleiben Warenkontrollen an der Grenze trotz Wegfalls der Personenkontrollen zulässig. |
| Liechtenstein | 1. März 2008                                                         | 19. Dezember 2011                                                | | Kein EU-Mitglied, aber EWR-Mitglied, Zollunion mit der Schweiz, Warenkontrollen an der Grenze zu Österreich durch die Schweizer Grenzwacht. Vollständige Inkraftsetzung des gesamten Schengenrechts. Da die Schweiz keine Zollunion mit der EU eingegangen ist, bleiben Warenkontrollen trotz Wegfalls der Personenkontrollen zulässig. Kein Flughafen, nur Heliport; keine Einreise aus der Luft von außerhalb anderer Schengenstaaten. |
| Kroatien | 1. Juli 2013                                                         | 1. Januar 2023, auf Flughäfen seit 26. März 2023                 | | |
| Bulgarien | 1. Januar 2007                                                       | Luft- und Seegrenzen: 31. März 2024, Landgrenzen: 1. Januar 2025 | | |
| Rumänien | 1. Januar 2007                                                       | Luft- und Seegrenzen: 31. März 2024, Landgrenzen: 1. Januar 2025 | | |
| Zypern | 1. Mai 2004                                                          | nicht vor Lösung des Zypernkonflikts                             | | Wendet den Schengen-Acquis (Schengen-Besitzstand) bislang nur teilweise an. Erteilt dementsprechend noch keine einheitlichen Schengen-Visa. Bestimmungen über die Außengrenze sind bereits in Kraft; Demarkationslinie zu Nordzypern hat Sonderstatus. Der Status von Nordzypern ist unklar (faktisch kein Schengengebiet). |
| Gibraltar | —                                                                    | —                                                                | | Sonderregelung: Da infolge des Brexit die Grenze zwischen Spanien und Gibraltar zur EU-Außengrenze wurde, haben Spanien und das Vereinigte Königreich bis zu einer vertraglichen Regelung ein provisorisches Regime vereinbart, um strenge Grenzkontrollen zu vermeiden. |
| Nordirland | —                                                                    | —                                                                | | Sonderregelung außerhalb der Schengener Abkommens: Um die Vereinbarungen des Karfreitagsabkommens nicht zu verletzen (und den Nordirlandkonflikt nicht neu aufflammen zu lassen), wurde eine spezielle Regelung (Backstop) vereinbart. |
| Vereinigtes Königreich | —                                                                    | —                                                                | | Eingeschränkte Teilnahme, seit dem Brexit kein EU-Mitglied mehr; nur justizielle und polizeiliche Zusammenarbeit, kein Wegfall der Grenzkontrollen. Stattdessen Common Travel Area mit Irland. |
| Irland | —                                                                    | —                                                                | | Eingeschränkte Teilnahme; nur justizielle und polizeiliche Zusammenarbeit, kein Wegfall der Grenzkontrollen (siehe auch Common Travel Area). |
| Andorra | —                                                                    |                                                                  | | Kein Mitgliedstaat, zu den Nachbarstaaten Frankreich und Spanien bestehen intensive Zollkontrollen. Andorranische Aufenthaltstitel berechtigen nicht zum Transit durch die Schengenstaaten. Kein Flughafen und somit keine Einreisemöglichkeit mit dem Flugzeug |
| Monaco | —                                                                    |                                                                  | | Kein Mitgliedstaat, es bestanden jedoch bereits zuvor keine Grenzkontrollen zum einzigen Nachbarland Frankreich. Bestimmte monegassische Aufenthaltstitel berechtigen zur Inanspruchnahme von Reiserechten in den Schengenstaaten. Französische Behörden führen Passkontrollen am Hafen in Monaco durch. Kein Flughafen und somit keine Einreisemöglichkeit mit dem Flugzeug.                                                            |
| San Marino | —                                                                    |                                                                  | | Kein Mitgliedstaat, es bestanden jedoch bereits zuvor keine Grenzkontrollen zum einzigen Nachbarland Italien. Kein Flughafen und somit keine Einreisemöglichkeit mit dem Flugzeug. |
| Vatikanstadt | —                                                                    |                                                                  | | Kein Schengenstaat, es bestanden jedoch bereits zuvor keine Grenzkontrollen zum einzigen Nachbarland Italien. Kein Flughafen und somit keine Einreisemöglichkeit mit dem Flugzeug. Es besteht jedoch ein Hubschrauberlandeplatz in den vatikanischen Gärten, der aber eigentlich nur dem Papst und seinen Mitreisenden zur Verfügung steht.                                                                                              |
| Vertragsstaat, der das Abkommen bereits implementiert Vertragsstaat, in dem nur die Bestimmungen über die Außengrenze angewendet werden, die vollständige Inkraftsetzung erfolgt durch gesonderten Beschluss des Rates JI der EU Sonderregelungen Staat, der nur bestimmte Regelungen des Schengenrechts ausnahmsweise anwendet Nicht-Vertragsstaat, der vollständig im Schengengebiet gelegen ist und zu dem keine Außengrenzkontrollen nach dem Schengener Grenzkodex stattfinden |                                                                      |                                                                  | | |

### Vorübergehende Einführung der Grenzkontrollen

Länder in Gelb haben vorübergehend Grenzkontrollen eingeführt. Rote Grenzen sind dauerhafte Grenzen mit Nicht-Mitgliedstaaten

Die Vertragsstaaten können nach Art. 25 ff. des Schengener Grenzkodex temporäre Grenzkontrollen wieder einführen. Dafür ist eine ernsthafte Bedrohung der öffentlichen Ordnung oder der inneren Sicherheit Voraussetzung. Dies kann unter anderem bei großen Sportveranstaltungen, wie den Olympischen Spielen in Paris, der Fall sein. Die Maßnahmen müssen auf maximal 6 Monate beschränkt sein und eine Einführung von Grenzkontrollen muss der Europäischen Kommission umgehend mitgeteilt werden. Die Europäische Kommission darf diese Maßnahmen kritisieren, jedoch nicht aufheben.

## Geschichte

### Schengener Übereinkommen
Am 14. Juni 1985 unterzeichneten die Vertreter der fünf EG-Mitgliedstaaten Deutschland, Frankreich, Belgien, Niederlande und Luxemburg im deutsch-französisch-luxemburgischen Dreiländereck auf dem am Ufer der Obermosel in der Ortschaft Schengen ankernden Fahrgastschiffs Princesse Marie-Astrid das Schengener Übereinkommen (mittlerweile informell auch oft als Schengen I bezeichnet). Für dieses historische Ereignis wurde Schengen ausgewählt, da es gemeinsam mit seinen Nachbargemeinden Perl (Deutschland) und Apach (Frankreich) einen Knotenpunkt in der Mitte Europas bildet. Es handelt sich hierbei um das „Dreiländereck“ zwischen den Beneluxstaaten (seit 1969 keine Grenzkontrollen mehr), Frankreich und Deutschland, mithin in gewissem Sinne zwischen allen Erstunterzeichnern.
Da die Mosel zwischen der Bundesrepublik Deutschland und dem Großherzogtum Luxemburg als Kondominium der Bundesrepublik Deutschland und des Großherzogtums Luxemburg gemeinsam verwaltet wird, kann die Signatur des Übereinkommens auf der Mosel nicht in Schengen stattgefunden haben, sondern allenfalls in Schengen und Perl. Das Abkommen müsste also Schengen-Perler Übereinkommen heißen.
An der Übereinkunft waren nur fünf der damals zehn EG-Staaten beteiligt; sie stellt daher ein frühes Beispiel der verstärkten Zusammenarbeit dar. Das war ein weiterer wichtiger Rechtsfortschritt, die früher zwischen den Mitgliedstaaten bestehenden „Außengrenzen“ formell und materiell zu „Binnengrenzen“ umzuwandeln. Gleichzeitig wurde das verfassungsmäßige Recht auf Freizügigkeit und Aufenthaltsfreiheit von Personen im Binnenmarkt (Art. 14 Abs. 2 EU-Vertrag 1992) vorbereitet, das heute förmliches Grundrecht gemäß der 2009 in Kraft getretenen „Charta der Grundrechte der EU“ ist (Art. 45).

### Schengener Durchführungsübereinkommen
Am 19. Juni 1990 unterzeichneten die oben genannten Länder dann das Schengener Durchführungsübereinkommen (Kürzel: SDÜ; informell auch oft als Schengen II bezeichnet), in dem die konkreten Verfahren der gesetzlichen und technischen Umsetzung des Übereinkommens festgelegt sind. In den neuen Bundesländern trat das Abkommen mit der deutschen Wiedervereinigung am 3. Oktober 1990 automatisch in Kraft.

### Integration in EU-Recht
Im Vertrag von Amsterdam (2. Oktober 1997) wurde festgelegt, die Schengener Abkommen in das EU-Recht zu integrieren. Diese Änderung ist am 1. Mai 1999 in Kraft getreten. Die Details der Einbeziehung der Schengener Abkommen sowie der darauf aufbauenden Beschlüsse (offiziell des „Schengen-Besitzstandes“) regelt das dem Vertrag von Amsterdam beigefügte Schengen-Protokoll. Die Einbeziehung der Schengener Abkommen hat zur Folge, dass die Regelungen des Schengen-Besitzstandes auch für alle der Europäischen Union neu beitretenden Mitgliedstaaten gelten. Die Inselstaaten Vereinigtes Königreich (gehörte bis zum Brexit zur EU) und Irland setzten eine Ausnahmeregelung durch und führen weiterhin Kontrollen an ihren Grenzen durch. Allerdings wehrten sich diese Länder anders als beim völkerrechtlichen Abschluss der Schengener Abkommen nicht mehr gegen die Integration des Schengen-Besitzstands in den Rahmen der EU. 
Seither sind die Organe der EU für die Fortentwicklung des Schengener Rechts verantwortlich, ohne dass dieses notwendigerweise in allen Mitgliedstaaten gilt. Dies ist eine Sonderform der Ungleichzeitigkeit innerhalb der EU nach dem Vorbild der Währungsunion. Sein erstes Urteil zur Auslegung des Schengener Rechts sprach der Europäische Gerichtshof im Jahr 2003 über den Schutz vor Doppelbestrafung innerhalb der EU.
Aufgrund der Einbeziehung des Schengener Abkommens in den Rechtsrahmen der Europäischen Union gelten die Schengener Abkommen nicht mehr als völkerrechtliche Verträge zwischen den Mitgliedstaaten, sondern wie Rechtsakte der Europäischen Union. Daher konnte die Europäische Union mittlerweile große Teile des Schengener Durchführungsübereinkommens aufheben und durch EU-Verordnungen ersetzen, wie den Schengener Grenzkodex.

### Implementierung des Schengen-Besitzstandes in den 2004 beigetretenen EU-Ländern
Am 21. Dezember 2007 wurden die Land- und Seegrenzen in Estland, Lettland, Litauen, Malta, Polen, der Slowakei, Slowenien, Tschechien und Ungarn geöffnet. Der Schengen-Raum wurde damit rund 3,6 Millionen Quadratkilometer groß, in denen rund 400 Millionen Europäer leben. Die Grenzkontrollen an Flughäfen wurden mit dem Flugplanwechsel am 30. März 2008 umgestellt.
Die Grenzöffnungen in den neuen EU-Ländern waren ursprünglich an die Fertigstellung des neuen Schengener Informationssystems II (zusätzliche Speicherung von Biometriedaten, Fingerabdrücken und Lichtbildern; Erweiterung der Fahndungsmöglichkeiten) gekoppelt. Aufgrund erheblicher technischer Probleme einigten sich die EU-Justiz- und Innenminister darauf, als Zwischenlösung das alte Netzwerk zur länderübergreifenden Polizeizusammenarbeit aufzurüsten (SISone4all).

### Beitritt der Schweiz

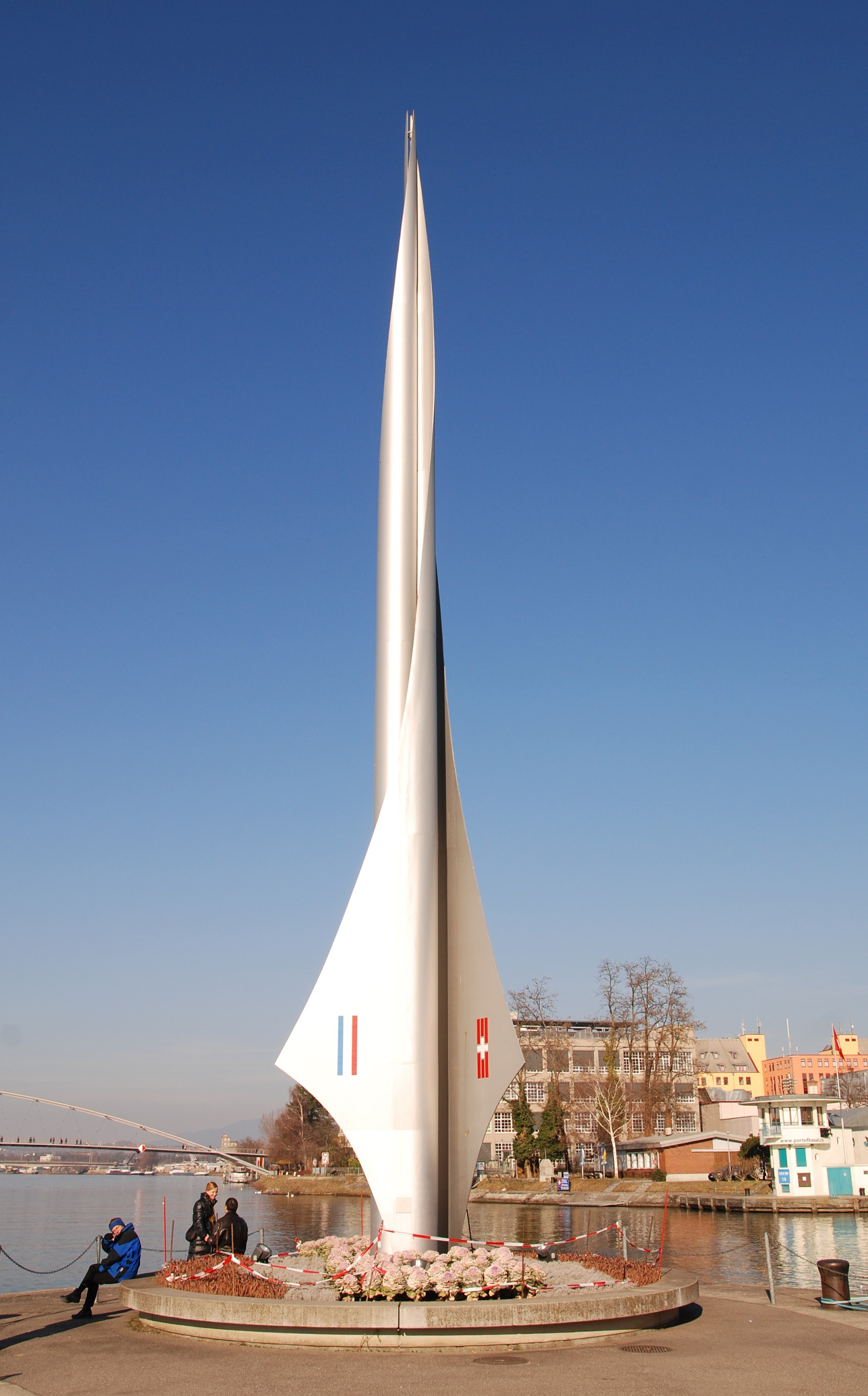
Deutsch-französisch-schweizerisches Dreiländereck bei Basel

Am 19. Mai 2004 teilte die Europäische Kommission nach einem Gespräch mit Schweizer Regierungsvertretern mit, dass die Schweiz Ende 2006 oder Anfang 2007 dem Schengen-Raum beitreten werde. Die Schweiz unterzeichnete das Abkommen zur Einbeziehung in den Schengen-Raum am 26. Oktober 2004. Mit einem Referendum (Volksentscheid) hatte die Schweizer Bevölkerung Gelegenheit, über Annahme oder Ablehnung zu entscheiden. Bei der Volksabstimmung am 5. Juni 2005 stimmten 54,6 Prozent der Schweizer Bevölkerung für die Annahme des Abkommens. Größte Unterstützung fand die Vorlage in den Kantonen Neuenburg (70,94 Prozent) und Waadt (67,55 Prozent). Dagegen votierte in den Kantonen Appenzell Innerrhoden (31,49 Prozent), Tessin und Schwyz (beide 38,08 Prozent) nur eine Minderheit für das Abkommen. Die Hinterlegung der Ratifikationsurkunde erfolgte am 20. März 2006.
Das Abkommen trat am 1. März 2008 in Kraft und wurde am 12. Dezember 2008 nach Einrichtung der erforderlichen Sicherheitssysteme an den Landesgrenzen umgesetzt – an den Flughäfen wird es erst seit dem 29. März 2009 umgesetzt. Schon vor Ende 2008 waren Personenkontrollen sukzessive abgebaut und die Grenze in einem 30-km-Streifen stichprobenartig kontrolliert worden, wie es an einer Schengen-Binnengrenze vorgesehen ist.
Mit der durch die Volksabstimmung vom 5. Juni 2005 besiegelten Teilnahme der Schweiz am Schengen-Raum entfällt auch hier die Visumspflicht. Dies ist für die 21 Prozent Ausländer aus Nicht-EU- bzw. den meisten nicht-europäischen Staaten mit ständigem Wohnsitz in der Schweiz von Bedeutung, da viele beim kurzen Grenzübertritt beispielsweise nach Frankreich, Deutschland, Österreich oder Italien ein Visum (außer zum Zwecke des Transits) brauchten und einen solchen Übertritt lange im Voraus planen mussten. Diese Personengruppe benötigt nun kein Visum mehr.
Die Schweiz, für die einige Sonderregelungen in Bezug auf die justizielle Zusammenarbeit gelten, wendet den Schengen-Besitzstand seitdem – ähnlich wie Norwegen und Island – ohne EU-Mitgliedschaft an. Sie ist weiterhin nicht mit der EU zusammen in einer Zollunion. Das hat zur Folge, dass nach wie vor die großen Zollämter besetzt sein werden, um den Warenverkehr zu kontrollieren. Im Rahmen dieser Zollkontrollen sind auch weiterhin (stichprobenartige) Personenkontrollen möglich.

### Beitritt Liechtensteins
Liechtenstein ist seit 1923 mit der Schweiz über ein Zollanschlussabkommen verbunden. Zusammen mit anderen Vereinbarungen gab es an der Grenze zur Schweiz weder Personen- noch Güterkontrollen. Daher war geplant, dass mit dem Beitritt der Schweiz zum Schengen-Raum auch Liechtenstein dem Schengen-Raum beitritt. Liechtenstein hat dazu am 28. Februar 2008 ein Assoziationsabkommen unterzeichnet, alle erforderlichen Gesetzanpassungen wurden im Herbst 2008 durchgeführt und die Liechtensteiner Regierung hinterlegte am 14. Januar 2009 eine offizielle Ratifikationserklärung. Die Liechtensteiner Regierung ging anschließend davon aus, dass nach den notwendigen technischen, organisatorischen und personellen Vorbereitungen eine Inkraftsetzung per Ende 2009 erfolgen könnte.
Mit Inkraftsetzen der Schengener Regelungen durch die Schweiz am 12. Dezember 2008 entstand formal eine Außengrenze des Schengen-Raums an einer infolge der Zollunion bisher gänzlich unkontrollierten Grenze. Bis zum Beitritt Liechtensteins wurde an der Grenze zwischen der Schweiz und Liechtenstein, wo eine neue Schengen-Außengrenze verlief, die Grenzüberwachung verstärkt. Da Liechtenstein nur auf dem Landweg und über einen Heliport – und damit nur aus Schengen-Staaten – erreichbar ist, wurde auf die Einrichtung von neuen Grenzkontrollstellen an der Grenze zur Schweiz verzichtet. Stattdessen wurden die Übergangsstellen (u. a. alle Rheinbrücken) mit Kameras ausgerüstet. Für den einzigen Außenzugang über den Heliport Balzers wurden Flüge in und aus Nicht-Schengen-Staaten verboten, sodass die Migrationspolitik der EU nicht beeinträchtigt wird.
Eine Vollmitgliedschaft Liechtensteins und damit der Wegfall der Schengen-Außengrenze wurde lange von Schweden und Deutschland blockiert. Schweden hatte die Zustimmung an den Abschluss eines Betrugsbekämpfungs- bzw. Steuerinformationsabkommens geknüpft. Ähnliche Bedenken zur Steuerhinterziehung gab es in Deutschland.
Am 15. Februar 2011 stimmte das Europäische Parlament dem vollen Beitritt Liechtensteins zum Schengen-Raum zu.
Nach dem positiven Ausgang einer Evaluierungsphase und der Zustimmung des zuständigen Ministerrates erfolgte der Vollbeitritt per 19. Dezember 2011. Wie in der Schweiz bleiben die Zollkontrollen an der Grenze zu Österreich jedoch bestehen.

### Debatte ab 2011/2012 und Reformen zu Kontrollen an den Binnengrenzen
Infolge der Proteste in der arabischen Welt 2010–2011 erreichten über 20.000 Flüchtlinge über das Mittelmeer Italien. Da nach der Dublin-II-Verordnung jeweils der Staat, in dem ein Flüchtling zum ersten Mal in die EU einreist, allein für dessen Versorgung und die Behandlung möglicher Asylanträge verantwortlich ist, sah sich die italienische Regierung überfordert. Da jedoch die anderen EU-Staaten nicht bereit waren, einen Teil der Flüchtlinge aufzunehmen, begann die italienische Regierung Touristenvisa an Flüchtlinge auszugeben, die sich damit im ganzen Schengengebiet frei hätten bewegen können. Daraufhin erklärte Frankreich eine zeitweilige Wiedereinführung von Kontrollen an der Grenze zu Italien. Silvio Berlusconi (italienischer Premierminister bis November 2011) und der französische Staatspräsident Nicolas Sarkozy legten den Konflikt Ende April 2011 bei einem Treffen bei und forderten gemeinsam eine Reform der Vorschriften des Schengen-Besitzstandes, durch die die Wiedereinführung von Grenzkontrollen erleichtert werden solle. Andere Regierungsvertreter, darunter der deutsche Bundesinnenminister Hans-Peter Friedrich, schlossen sich dieser Forderung an.
Kurz darauf beschloss die dänische Regierung auf Drängen der rechtspopulistischen Dansk Folkeparti die Wiedereinführung permanenter Kontrollen an den dänischen Grenzen, mit der Begründung, so die Einreise von Flüchtlingen und Kriminellen aus anderen europäischen Ländern verhindern zu wollen. Diese Grenzkontrollen sollten laut dänischer Regierung nicht gegen das Schengener Abkommen verstoßen, da sie nur von Zöllnern durchgeführt würden. Die Maßnahme stieß insbesondere im Nachbarstaat Schweden sowie im Europäischen Parlament auf scharfe Kritik; die Europäische Kommission kündigte eine Überprüfung an. Nach einem Regierungswechsel in Dänemark im Oktober 2011 wurden die Grenzkontrollen wieder abgeschafft.
Auf dem Gipfeltreffen des Europäischen Rates im Juni 2011 wurde eine Reform der Schengener Vorschriften diskutiert, unter anderem die Einführung eines neuen Gremiums auf europäischer Ebene, das gegebenenfalls die vorübergehende Wiedereinführung von Grenzkontrollen genehmigen solle. Diese sollten damit einerseits auf eine klare rechtliche Grundlage gestellt und damit erleichtert, andererseits aber zugleich auch der nationalen Entscheidung einzelner Staaten entzogen werden. Unklar ist, ob dieses mögliche neue Gremium nur aus den europäischen Innenministerien zusammengesetzt sein soll oder ob auch die supranationalen Institutionen, also EU-Kommission und Europäisches Parlament, daran beteiligt sein sollen.
Im November 2011 wurde die niederländische Absicht bekannt, ab 2012 alle einreisenden Autofahrer an den Grenzen zu fotografieren und die Fotos zu speichern.
Kurz vor der Präsidentschaftswahl in Frankreich (April/Mai 2012) profilierte sich Sarkozy als Hardliner gegen illegale Zuwanderung. Der deutsche Bundesinnenminister Hans-Peter Friedrich und sein französischer Amtskollege Claude Guéant schrieben gemeinsam einen Brief an die EU-Ratspräsidentschaft. Darin fordern sie, künftig ihre Grenzen in Notfällen wieder schärfer kontrollieren zu können.
Der gemeinsame Brief wurde als Wahlkampfmanöver rezipiert, denn Friedrich hatte diese Forderungen schon mehrfach gestellt.
Die Verordnung (EU) Nr. 1051/2013 vom 22. Oktober 2013 erleichterte die Wiedereinführung von Grenzkontrollen in Notfallsituationen: Bei vorhersehbaren Ereignissen können Grenzkontrollen für bis zu sechs Monate eingeführt werden. Bis anhin konnten die Personenkontrollen an den Binnengrenzen für höchstens dreißig Tage wieder eingeführt werden. Ist sofortiges Handeln zum Schutz der öffentlichen Ordnung oder inneren Sicherheit erforderlich, kann ein Schengen-Staat unverzüglich die Binnengrenzkontrollen für höchstens zehn Tage, mit etwaigen Verlängerungen maximal zwei Monate, wiedereinführen.
Zu weiteren Entwicklungen siehe: Verordnung (EU) 2016/399 (Schengener Grenzkodex)#Vorübergehende Wiedereinführung der Grenzkontrollen an einer Binnengrenze.

### Beitritt Kroatien
Parallel zum Beitritt in die Eurozone trat Kroatien am 1. Januar 2023 der Schengenzone bei. Die Grenzen Kroatiens zu den anderen Schengen-Staaten können seit dem 1. Januar 2023 ohne Grenzkontrollen überquert werden. An den Flughäfen fielen die Grenzkontrollen schlussendlich im März 2023 weg.

### Beitritt Rumänien und Bulgarien
Der Beitritt von Rumänien und Bulgarien zum Schengen-Raum, der seit 2011 verhandelt wurde, stieß insbesondere auf Widerstand aus Österreich. Im Dezember 2023 änderte Österreich seine ablehnende Haltung und schlug einen Kompromiss vor, bei dem zunächst die Kontrollen im Luftverkehr („Air Schengen“) und an den Seebinnengrenzen aufgehoben werden sollten. Im November 2024 wurde bekannt, dass Österreich sein Veto gegen den Beitritt aufgehoben hatte. Am 12. Dezember 2024 beschloss der Rat der Europäischen Union, dass der vollständige Beitritt Bulgariens und Rumäniens zum 1. Januar 2025 erfolgt.
Mit Beschlussfassung vom 30. Dezember 2023 wurde Rumänien und Bulgarien ermöglicht, den Schengen-Raum beizutreten. Die Grenzen von Rumänien und Bulgarien zu den anderen Schengen-Staaten können seit dem 31. März 2024 auf dem Luftweg und Seeweg ohne Passkontrollen passiert werden. Die Passkontrollen auf den Landwegen entfielen zum 1. Januar 2025.

Beitrittshistorie

### Beitrittskandidaten
Beitrittskandidat ist Zypern, das zur EU gehört, aber nicht Mitglied des Schengener Abkommens ist. Ein Beitritt Zyperns hängt maßgeblich von der Lösung des Zypernkonflikts ab.

## Problemaspekte und Kritik
Der Wegfall von Grenzkontrollen zwischen den Teilnehmerstaaten geht mit der Verpflichtung einher, die Außengrenzen zum Zwecke der Personenkontrolle und der Bekämpfung illegaler Einwanderung angemessen zu sichern. Bis zum EU-Beitritt Polens war beispielsweise die Ostgrenze Deutschlands (Oder-Neiße-Linie) eine verstärkt gesicherte EU-Außengrenze. Personen, die eine derartige Grenze dennoch rechtswidrig überwinden wollen, nahmen und nehmen teure und kriminelle Schleuser-Unternehmen in Anspruch oder riskieren beim Grenzübertritt ihr Leben.
Nach Angaben von Pro Asyl sind an der deutschen Ostgrenze von 1993 bis 2003 etwa 145 Personen beim versuchten Grenzübertritt ums Leben gekommen. Noch ungleich mehr Menschen kamen an der Schengen-Südgrenze, insbesondere an der Meerenge von Gibraltar und in der Ägäis, zwischen 1994 und 2004 um, nämlich über 5000 Menschen. Diese Folgen und Auswirkungen der Schengener Abkommen sind deshalb schon seit den 1980er-Jahren der Kritik von Bürger- und Menschenrechtsinitiativen ausgesetzt – noch deutlich verstärkt seit der Flüchtlingskrise in Europa ab 2015 samt den Auseinandersetzungen um eine Festung Europa, um gebotene Seenotrettungsmaßnahmen und um die Verteilung bleibeberechtigter Flüchtlinge innerhalb der Europäischen Union.
Die in der jüngeren Vergangenheit wieder praktizierten Formen von Grenzkontrollen im Schengen-Raum hielt der auch für Migration zuständige ehemalige EU-Kommissar Dimitris Avramopoulos für eine dramatische Fehlentwicklung, der begegnet werden müsse: „Wenn Schengen aufhört zu existieren, wird Europa sterben“, wurde Avramopoulos zitiert. Die im Falle „einer schwerwiegenden Bedrohung der öffentlichen Ordnung oder inneren Sicherheit“ nur als Ausnahme und nur für sechs Monate zulässigen Grenzkontrollen würden seit 2015 immer wieder verlängert und seien unterdessen Dauerzustand, hieß es im Tagesspiegel, wobei die EU-Kommission den die Kontrollen ausübenden Mitgliedstaaten lediglich mit Empfehlungen gegensteuern könne.

## Filme
- Zurück zum Schlagbaum?, MDR, Dokumentation 2015
- Geheimnisvolle Orte: Schengen – Wie entstand das Europa ohne Grenzen?, SR, Dokumentation